# Туризм в Квебеке

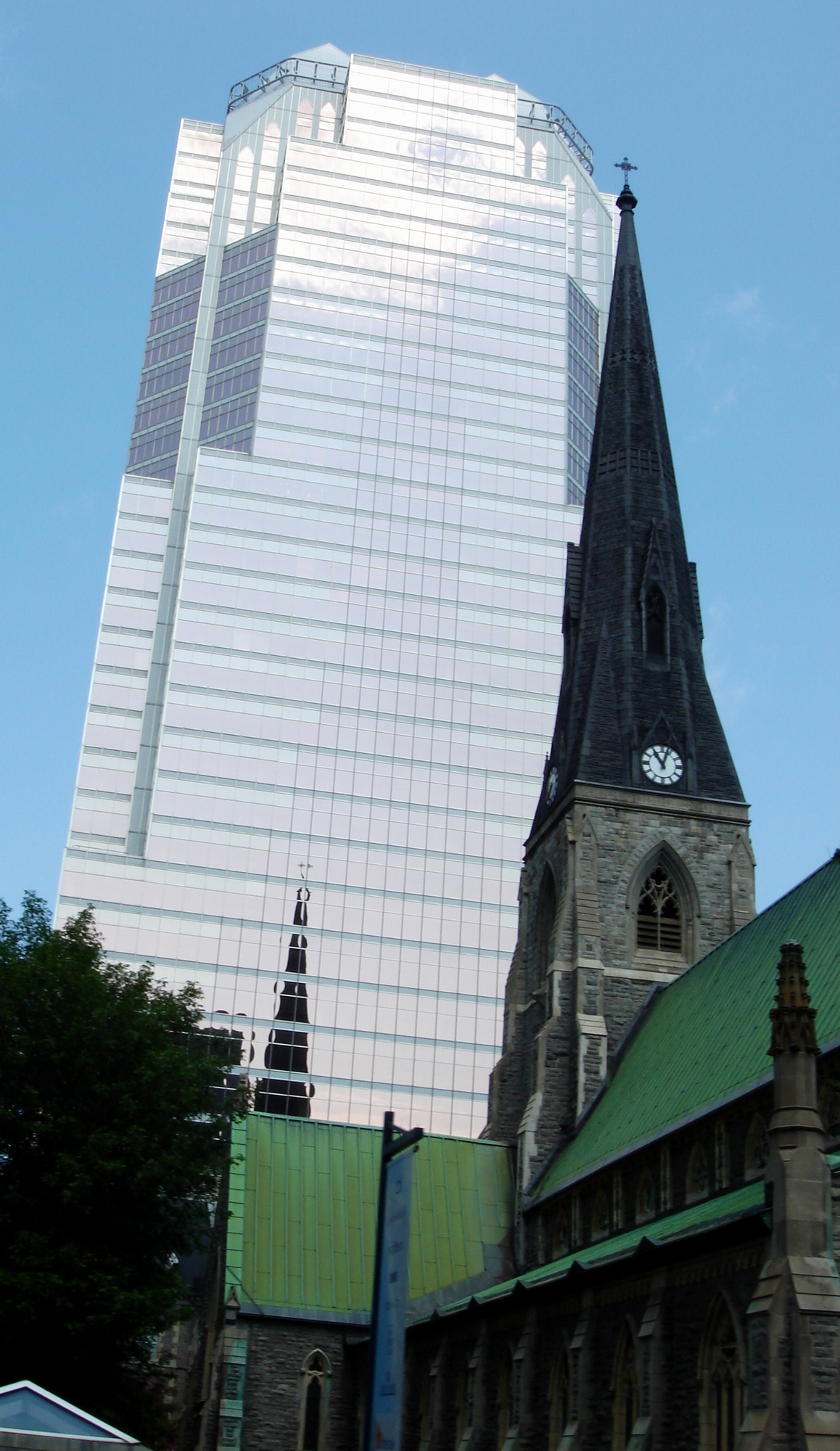
Tour KPMG в Монреале

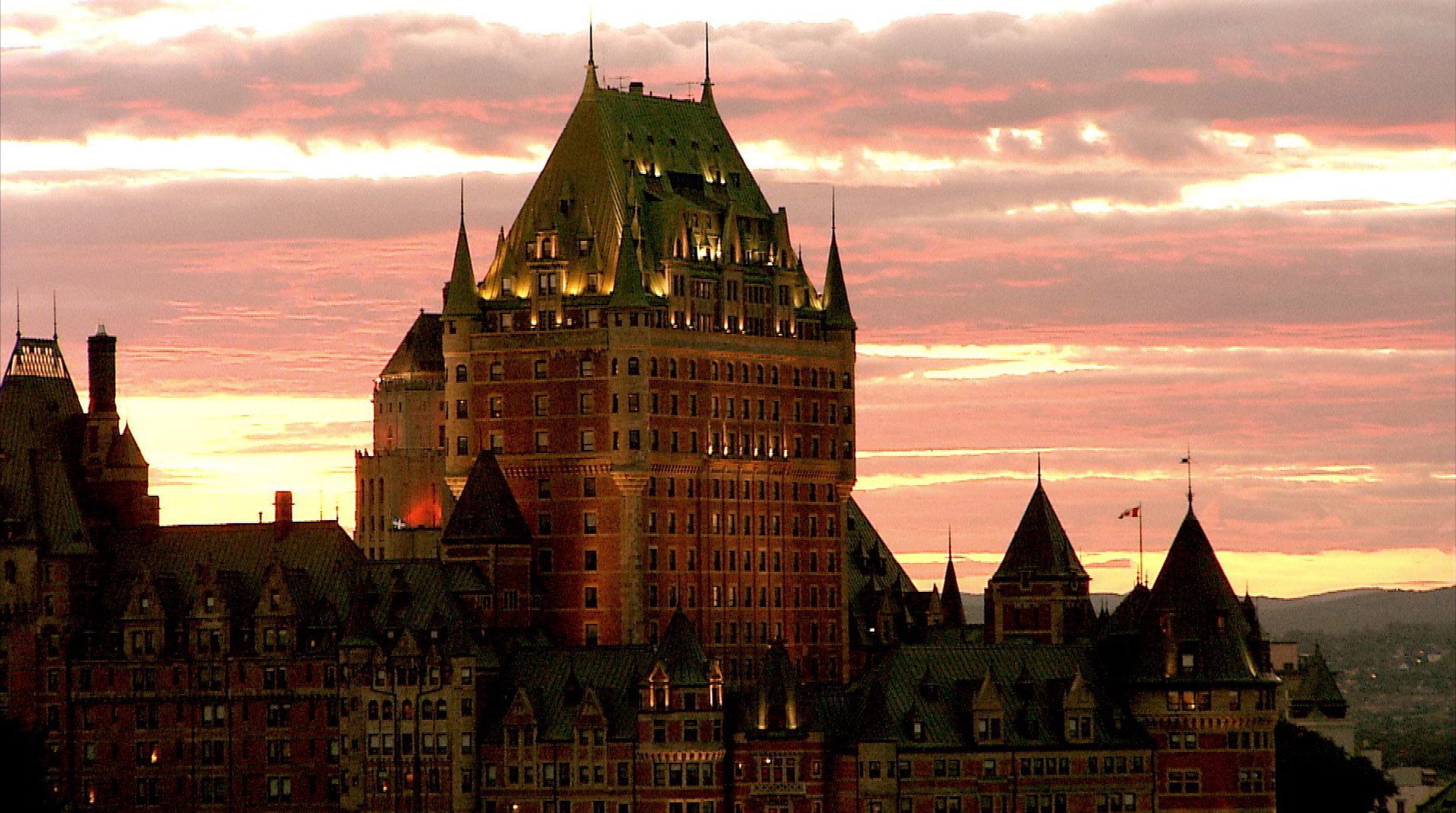
Шато-Фронтенак

Туризм в Квебеке является пятой по величине индустрией в Квебеке. В общей сложности, 29 000 предприятий, работающих в отрасли, создают 130 000 прямых и 48 000 косвенных рабочих мест. В 2006 году Квебек принял 3 200 000 иностранных туристов, в основном из США, Франции, Великобритании, Германии, Мексики и Японии.
Квебек занимает уникальное место среди направлений североамериканского туризма. Его французское наследие делает его особенным. Провинция является единственной из областей в Северной Америке, сохранившей свою франкоязычную культуру. Его европейский дух и история, культура сделали Квебек излюбленным местом туризма на национальном и международном уровнях.

## Географическое расположение Квебека
Квебек расположен на северо-востоке Северной Америки и занимает площадь в 1 667 926 км ². Это самая крупная провинция Канады, она в три раза больше чем Франция. Она граничит с США на юге и Онтарио на западе. Более 90 % её территории состоит из Канадского щита, и именно поэтому большинство населения живёт в окрестностях реки Святого Лаврентия. Аппалачи занимают южную часть провинции.

## Культура и язык

### Язык
Квебек имеет уникальную и самобытную культуру. Во многом французский с точки зрения языка и культуры, Квебеку удалось сохранить своё франкоязычное наследие в условиях сильной англоязычной культуры. Французский язык является родным для 82 % жителей Квебека, а английский является родным языком для 10 % населения. Оставшиеся 8 % делят между собой около 30 языков, таких как итальянский, испанский, арабский, китайский и греческий. Однако, легко путешествовать в Квебеке зная только английский язык. Более 40 % населения двуязычны. В крупных городах, как Монреаль, этот процент достигает 64 %, а 16 % населения говорит на третьем языке.

### Культура
Сложное сочетание европейского и североамериканского, Квебек сформировал уникальную и самобытную культуру и индивидуальность. С точки зрения культуры, Квебек создал богатое творческое наследие в литературе, исполнительском искусстве, живописи, скульптуре и тонких ремёслах. Много компаний и талантов, сделавших свой вклад в мировую культуру, такие, как Cirque du Soleil, Селин Дион, Жак Вильнёв, Брюно Пельтье родились в Квебеке.

## Крупные города

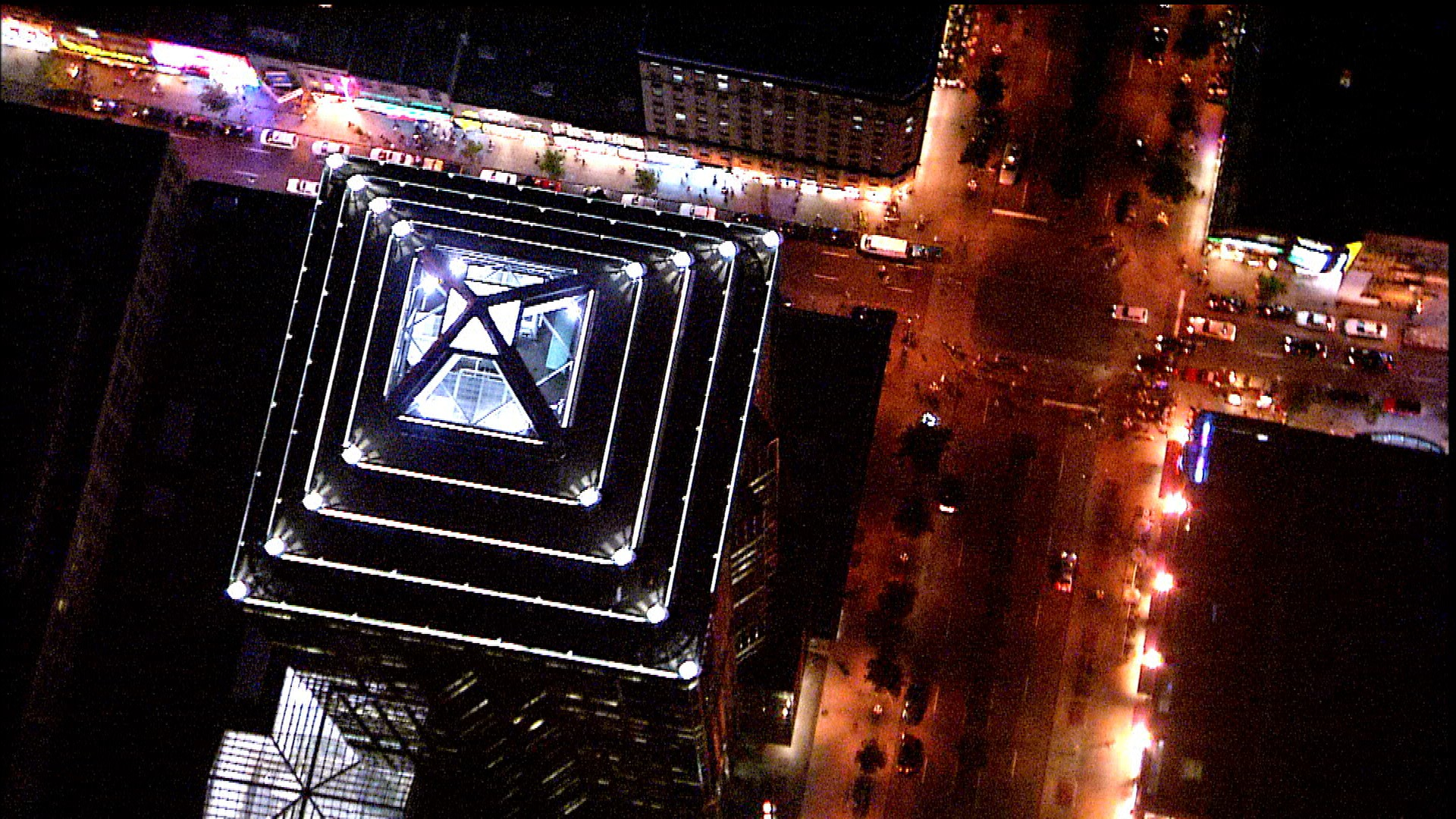
Центр города Монреаль

Два крупнейших городах провинции — Монреаль и Квебек.
Квебекские города объединяют европейскую культуру с современностью Северной Америки. Культурной жизни этих городов хорошо развита: проводится много фестивалей, выставок и музеев, также предлагается высокое качество гостиниц и ресторанов.
Столица франкоязычной культуры Северной Америки, Монреаль является также вторым по величине франкоязычным городом после Парижа по численности населения. Это крупный центр с 3,6 млн жителей со всего мира и многочисленными окрестностями. Среди достопримечательностей можно отметить Китайский квартал, Латинский квартал, Gay Village, Маленькую Италию, Ле Плато-Мон-Руаяль, Международный квартал и Старый Монреаль. Монреаль имеет богатое архитектурное наследие, также в городе проводится множество культурных мероприятий, спортивных соревнований и фестивалей.
Каждый из крупных городов предлагает новую грань Квебека. Столица провинции — город Квебек является единственным укреплённым городом в Северной Америке и несет в себе сильную печать европейской архитектуры. Старейший франкоязычный город в Северной Америке, Квебек был внесён в список Всемирного наследия ЮНЕСКО в 1985 году и отметил своё 400-летие в 2008 году.

## Курорты
Курорты в Квебеке могут быть найдены в городе, сельской местности или в глубине леса.
- Шато Фронтенак
- Отель Клрендон
- Ледяной отель
- Мон Тремблан. Отель расположен в области Лаврентиды,

это круглогодичный курорт, предлагающий мероприятия для всей семьи.

## Река Святого Лаврентия

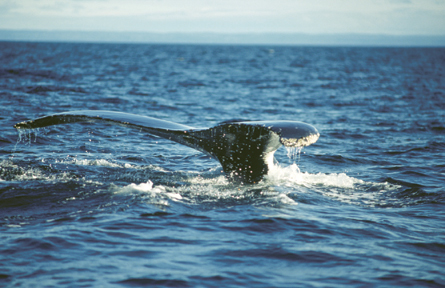
Хвост кита на реке Святого Лаврентия

Река Святого Лаврентия является одной из крупнейших рек в мире и исторически служила главным средством доступа к центру Северной Америке. Её длина — 1800 километров. По берегам реки расположены старые прибрежные деревни, встречаются птицы и морские млекопитающие, маяки и скалистые берега. Река является одним из крупнейших судоходных водных путей в мире, и её устье известно своим широким разнообразием морских млекопитающих, птиц и рыб, которые живут там круглый год.
На 1600 км река Святого Лаврентия превращается в залив, который больше похож на внутреннее море. Залив Св. Лаврентия можно пройти на пароме, паруснике, каяке или круизном судне. Наблюдение за китами очень популярно в Квебеке, особенно в Тадуссаке.
Есть также много островов и архипелагов, с богатой флорой и фауной, расположенных вдоль реки. Иль д’Антикости и Иль-де-ла-Мадлен предлагают увлекательные легенды моряков и рыбаков, которые продолжают жить там.

## Виды отдыха
Квебек предлагает множество развлечений, включая спорт и отдых на природе, культурные и природные объекты, фестивали и другие мероприятия.

### Спорт и мероприятия на открытом воздухе

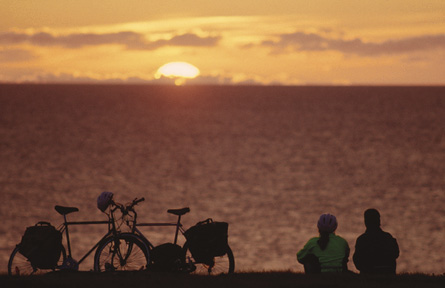
Циклотуризм в Квебеке

Существует много видов спорта и активного отдыха в Квебеке, которыми можно наслаждаться летом и / или зимой:
- Охота и рыбалка
- Гольф
- Снегоходы
- Наблюдение за живой природой
- Национальные парки
- Водные виды спорта
- Верховая езда
- Пешие прогулки
- Катание на лыжах
- Собачьи упряжки
- Велоспорт

### Достопримечательности
Квебек имеет ряд достопримечательностей.
- Казино: В Квебеке есть три казино: Монреаль, Чарлвуа и Лак-Лима.
- Круизы: Квебек предлагает разнообразные круизы как для наблюдения за китами, так и путешествия по реке Св. Лаврентия.
- Природные раритеты: провинция является домом для многих чудес природы
- Сады: Монреальский ботанический сад, Инсектариум, Рефордовские сады и международный фестиваль садов в Гаспези.
- Музеи: В Квебеке есть более 400 музеев.
- Тематические парки: Ля Ронд, Старый порт в Монреале и Квебеке, деревня квебекцев д’Антан, Гранбийский зоопарк и др.
- Религиозное наследие: Ораторий Святого Иосифа, Собор Нотр-Дам-де-Квебек и др.
- Исторические места: укрепления Квебека, Старый Монреаль и др.

### Туристические маршруты

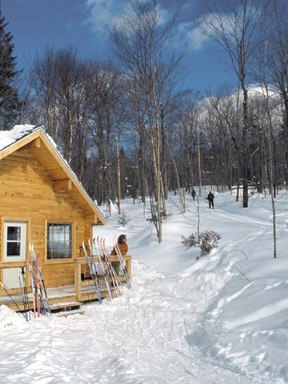
Катание на беговых лыжах в Гаспези, Национальном парке дю Мон-Тремблан, Лаврентиды, Квебек

- Кингс-роуд (это историческая дорога 18-го века соединяет города Квебек и Монреаль)
- Маршрут Новой Франции (от Квебека к Кап-Турмен, 50-километров).
- Китовый маршрут (Маникуаган и Дюплесси)
- Маршрут Навигаторы
- Винный маршрут (Восточные кантоны)
- Маршрут Святого Лаврентия (Шарльвуа)
- Пограничный маршрут (Низовье Святого Лаврентия, границы провинций Нью-Брансуик и Мэн)
- Сельскохозяйственные туры (Южный Квебек)

### Четыре сезона
Есть четыре времени года в Квебеке, весна, лето, осень и зима, которые предлагают изменения ландшафта и различные мероприятия.
- Лето (с конца июня до конца сентября). Летом в Квебеке жарко, и сезон предлагает множество фестивалей и мероприятий на свежем воздухе[11]
- Осень (с конца сентября по декабрь): листья меняют цвет в Квебеке, создавая потрясающе красочные пейзажи.
- Зима (с конца декабря по конец марта). Можно заняться лыжами, сноубордом, катанием на санях, снегоходах и собачьих упряжках
- Весна (с конца марта по конец июня). Природа просыпается, время сбора кленового сиропа .

### Фестивали и события
Квебекцы известны своим праздничным духом и вкусом к праздникам. Это объясняет, около 400 фестивалей, которые проводятся каждый год в Квебеке. События Квебека разнообразны, начиная от спорта до культурных мероприятий и фестивалей, и привлекают посетителей со всего мира.